# Ádám Bogdán
Ádám Bogdán (ur. 27 września 1987 w Budapeszcie) – węgierski piłkarz występujący w roli bramkarza.

## Kariera klubowa
Karierę piłkarską rozpoczął w węgierskiej drużynie Vasas.
W sierpniu 2007 roku Ádám Bogdán podpisał 2 letni kontrakt z klubem Bolton Wanderers. Jego kontrakt został przedłużony do 2011 roku. We wrześniu 2009, dołączył do występującej w League Two drużyny Crewe Alexandra na jeden miesiąc. W Boltonie zadebiutował w wygranym meczu z Southampton 1-0 w Pucharze Ligi. W dniu 29 sierpnia 2010 Jussi Jääskeläinen otrzymał czerwoną kartkę w meczu z Birmingham i Bogdán musiał go zastępować w meczu z Arsenalem. Po powrocie Jääskeläinena znowu zasiadał na ławce rezerwowych, lecz Owen Coyle dawał mu szansę gry w pucharach. 31 marca 2011 podpisał nową umowę do 2014 roku. W sezonie 2011/12 Bogdán występował przez dłuższy czas pod nieobecność z powodu kontuzji Jääskeläinena. W dniu 2 października wpuścił 5 bramek w meczu z Chelsea (5:1). Wpuścił także gola z około 90 metrów kiedy to Tim Howard wykopał piłkę z własnego pola karnego. Na koniec sezonu spadł z Boltonem do niższej ligi.
1 lipca 2015 roku przeniósł się do Liverpoolu na zasadzie wolnego transferu.

## Kariera reprezentacyjna
W październiku 2008 roku został powołany na mecz z Maltą 1-0. Cały mecz przesiedział na ławce rezerwowych. W czerwcu 2011 roku Bogdán zachował czyste konto w wygranym 1:0 meczu z Luksemburgiem. Zagrał też w meczu z Czechami, który wygrali Węgrzy 2:1.

## Statystyki
Aktualne na dzień 15 maja 2016 r.
Nie jest znana dokładna liczba spotkań rozegrana w Pucharze Węgier – na potrzeby tego zestawienia przyjęto 0.
| 2005/06            | Vasas              | Nemzeti Bajnokság I  | 0   | 0 |    |   | — | — | — | — | 0   | 0 |
| 2006/07            | Vasas              | Nemzeti Bajnokság I  | 0   | 0 |    |   | — | — | — | — | 0   | 0 |
| 2006/07            | Vecsés             | Nemzeti Bajnokság II | 9   | 0 |    |   | — | — | — | — | 9   | 0 |
| 2007/08            | Bolton             | Premier League       | 0   | 0 | 0  | 0 | 0 | 0 | 0 | 0 | 0   | 0 |
| 2008/09            | Bolton             | Premier League       | 0   | 0 | 0  | 0 | 0 | 0 | — | — | 0   | 0 |
| 2009/10            | Crewe              | Championship         | 1   | 0 | 0  | 0 | 0 | 0 | — | — | 1   | 0 |
| 2010/11            | Bolton             | Premier League       | 4   | 0 | 3  | 0 | 2 | 0 | — | — | 9   | 0 |
| 2011/12            | Bolton             | Premier League       | 20  | 0 | 5  | 0 | 3 | 0 | — | — | 28  | 0 |
| 2012/13            | Bolton             | Championship         | 41  | 0 | 0  | 0 | 0 | 0 | — | — | 41  | 0 |
| 2013/14            | Bolton             | Championship         | 29  | 0 | 0  | 0 | 0 | 0 | — | — | 29  | 0 |
| 2014/15            | Bolton             | Championship         | 10  | 0 | 2  | 0 | 1 | 0 | — | — | 13  | 0 |
| 2015/16            | Liverpool          | Premier League       | 2   | 0 | 1  | 0 | 3 | 0 | 0 | 0 | 6   | 0 |
| Łącznie w karierze | Łącznie w karierze | Łącznie w karierze   | 116 | 0 | 11 | 0 | 9 | 0 | 0 | 0 | 136 | 0 |